# Slottet Tre Kronor, sett från sydväst
Slottet Tre Kronor, sett från sydväst, även Tre Kronor från Slottsbacken, är en oljemålning av den nederländske målaren Govert Camphuysen från 1661. Den ingår i samlingarna på Stockholms stadsmuseum sedan 1948. 
Camphuysens vistades i Sverige under 1650- och 1660-talen. Hans livfulla vy är den mest kända målning som finns av slottet Tre kronor som förstördes i en brand 1697. Den visar slottets södra och västra fasader, vilket tyder på att konstnären stått vid Storkyrkan när han gjorde sina skisser. I bilden återfinns bland annat Rikssalslängan framför det höga mittornet Birger jarls torn; det är byggnaden med den markerade gaveln, som syns strax till höger om mittornet. Johan III:s kungsvåning låg mellan de två tornen till vänster, där också en karnap syns. Även Lejonkulan och i förgrunden Slottsbacken.